# Ken Jenkin
Kenneth Jenkin (sinh ngày 27 tháng 11 năm 1931) là một cầu thủ bóng đá chuyên nghiệp người Anh thi đấu ở vị trí tiền vệ cánh.